# Kiabi
Kiabi este un retailer francez de îmbrăcăminte cu politică de discount, care face parte din asociația Familia Mulliez ce detine Auchan, Leroy Merlin, Decathlon, Pimkie, Norauto etc. În 2015 are o rețea de peste 500 de magazine, dintre care peste 356 in Franța, peste 50 în Spania, peste 20 în Italia, și a rulat afaceri de peste 1,3 miliarde euro. Kiabi a avut în România 6 magazine între 2009 și 2012.